# Soya Fujiwara
Soya Fujiwara (藤原 奏哉 Fujiwara Soya?), född 8 september 1995 i Yamaguchi prefektur, är en japansk fotbollsspelare.
Fujiwara började sin karriär 2018 i Giravanz Kitakyushu.